# Alexis Hammarström

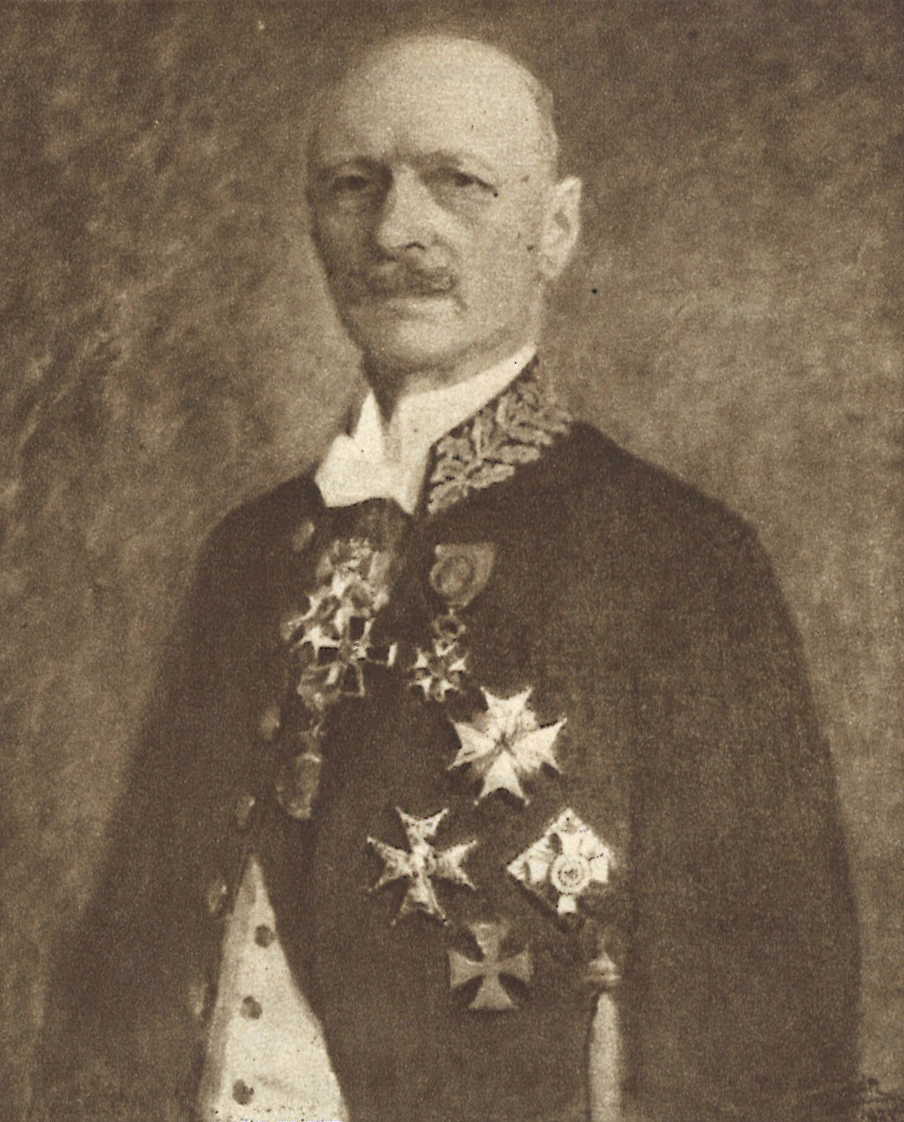
Alexis Hammarström porträtterad av Axel Jungstedt i samband med sin avgång som landshövding 1925.

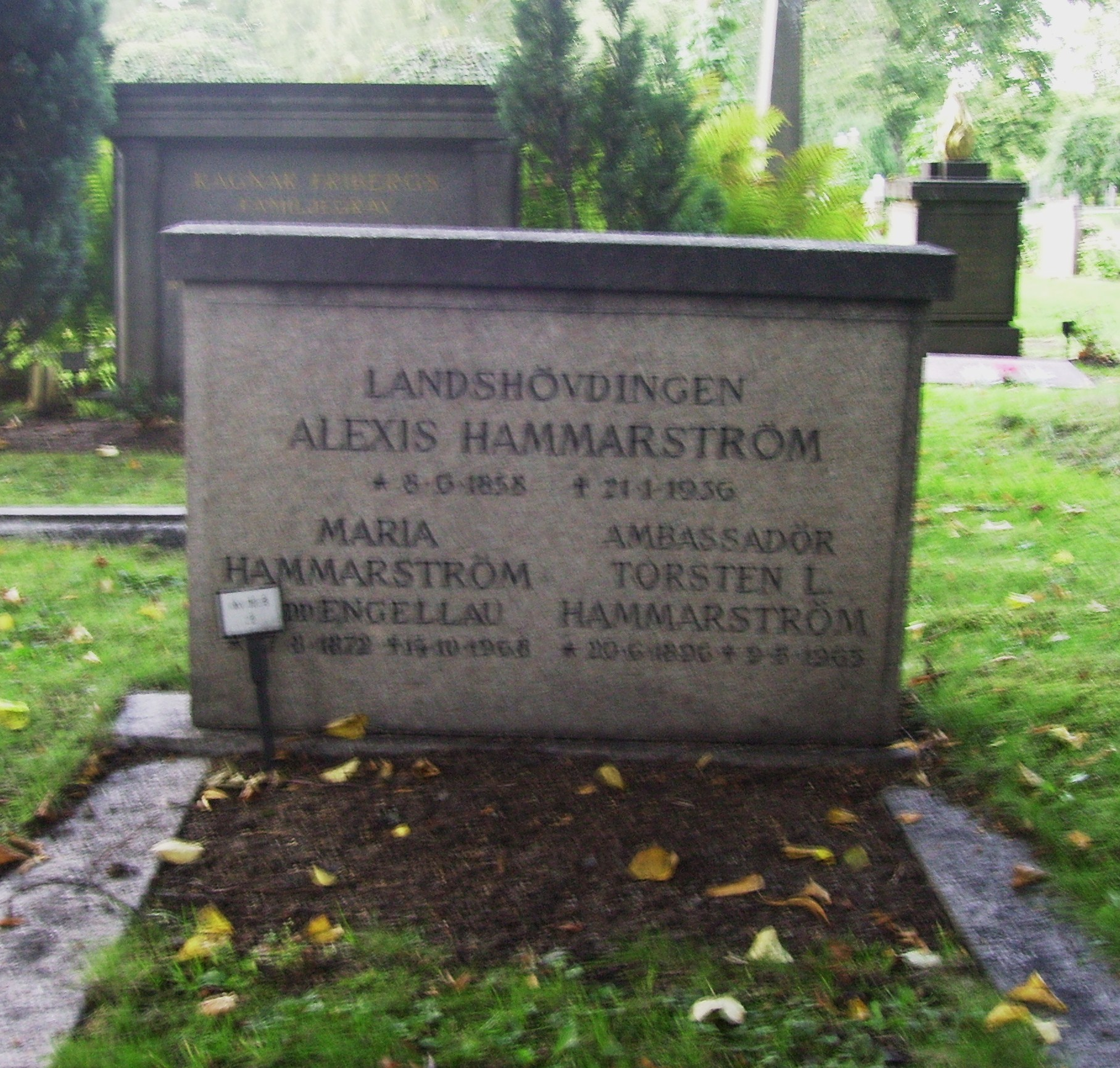
Alexis Hammarströms gravvård på Norra begravningsplatsen i Stockholm.

Alexis Hammarström (i riksdagen kallad Hammarström i Stockholm och senare i Växjö), född den 8 juni 1858 i Bärfendals socken i Bohuslän, död den 21 januari 1936 i Stockholm, var en svensk ämbetsman, politiker och landshövding.

## Biografi
Hammarström tog studenten 19 september 1879 i Uppsala, avlade hovrättsexamen 13 december 1882 och blev vice häradshövding 1 oktober 1885. Han blev tillförordnad sekreterare i generaltullstyrelsen 1887, ordinarie 1895 och byråchef 1896. Hammarström valdes 1903 in i första kammaren, där han satt 1902–1911 och 1914–1919. Han tillhörde tobaksskattekommittén samt skatteutjämnings- och sockerbeskattningskommittén, riksgäldsfullmäktig 1905–1910, var ledamot av bevillningsutskottet 1904–1911 samt 1914–1918 varav flera år som dess ordförande. I Carl Swartzs högerregering, var han mars-oktober 1917 dess ecklesiastikminister.
Den 3 december 1909 blev Hammarström landshövding i Kronobergs län och var det fram till 1925.
Hammarström blev riddare av Carl XIII:s orden 1925.
Hammarström avled 1936 och gravsattes på Norra begravningsplatsen i Stockholm.

### Familj
Alexis Hammarström var son till smedmästare Niklas Hammarström och Brita Maria, född Andersson. Han gifte sig den 29 november 1893 med Maria Engellau, dotter till Ludvig Engellau och Hilma, född Beckman. Barn: Elisabeth (född 1894) och Torsten (1896–1965).